# Natuurpark Zona Volcànica de la Garrotxa

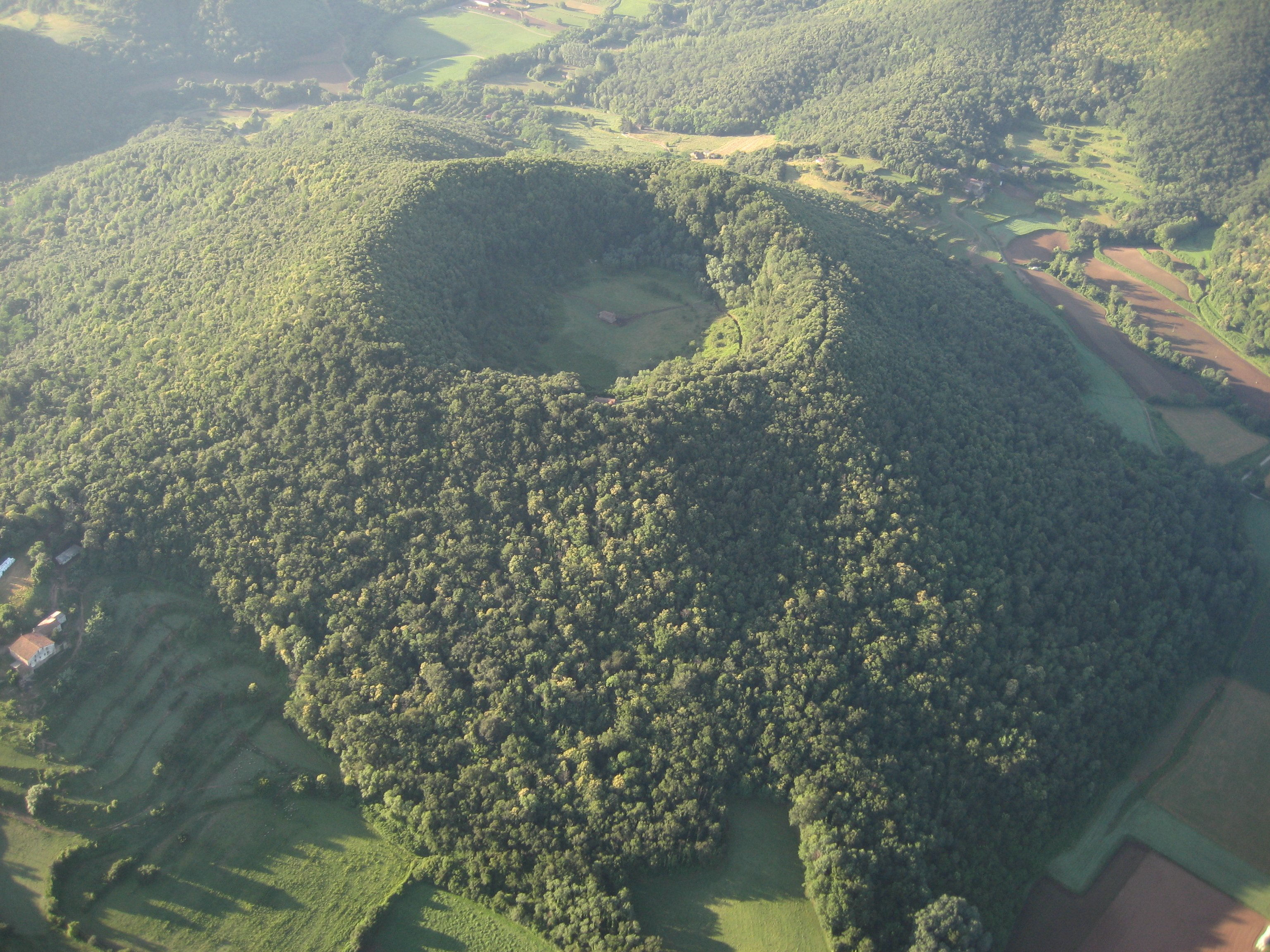

Het Natuurpark Zona Volcànica de la Garrotxa (Catalaans: Parc Natural de la Zona Volcànica de la Garrotxa/Spaans: Parque natural de la Zona Volcánica de la Garrocha) is een natuurpark in Catalonië in Spanje. Het natuurpark werd opgericht in 1985 en is 15309 hectare groot. Het natuurpark omvat beboste uitgedoofde vulkanen. 